# 한빛누리중학교
한빛누리중학교(한빛누리中學校)는 대한민국 경기도 동두천시 생연동에 있는 사립 중학교이다.

## 학교 연혁
- 1960년 4월 14일 : 학교법인 신흥학원 설립 인가
- 1967년 3월 2일 : 초대 강순경 교장 취임
- 1967년 3월 29일 : 신흥여자중학교 설립 인가
- 1974년 7월 20일 : 보영학원으로 법인 변경
- 2023년 3월 1일 : 한빛누리중학교 교명변경(남녀공학 전환)
- 2024년 1월 9일 : 제55회 졸업식 108명(누계 12,048명)
- 2024년 3월 1일 : 제10대 현경호 교장 취임

## 참고 자료
- 한빛누리중학교 - 한국교육학술정보원 학교알리미